# Список умерших в 766 году

## Март
- 6 марта — Хродеганг, епископ Меца (742—746).

## Дата смерти неизвестна или требует уточнения
- Абдуллах аль-Афтах, имам шиитов-фатхитов.
- Павел II, епископ Неаполя (761/762—766).
- Сабин, хан Болгарии (765—766).
- Умор, хан Болгарии (766).
- Фолламан мак Кон Конгалт, король Миде (763—766).